# تفکر جانبی

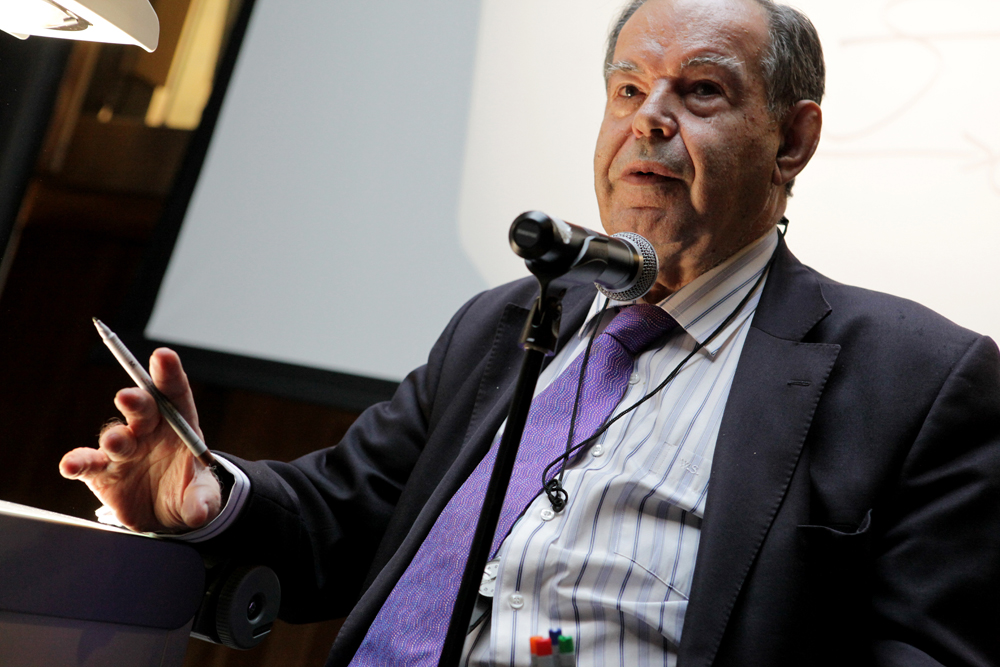
ادوارد دوبونو، از مطرح کنندگان تفکر جانبی

تفکر جانبی (به انگلیسی: Lateral thinking) روشی است که به فرارفتن از روش‌خطی و ارسطویی برای یافتن نظرات نو، می‌اندیشد و به شکلی آگاهانه، در جهت تغییر و تحول روش حل مسئله، تلاش می‌کند و کاربرد آن مستلزم پذیرش دیدگاه‌های مختلف نسبت به موضوع است. روش‌های مختلف تفکر جانبی برای یافتن راه‌های جدید و متفاوت به کار می‌روند و حتی گاهی به طرح نظرات کاملاً غیرمنطقی منجر می‌شود، با این حال جستجوی راه‌های جدید و متعدد، نشانهٔ تمایل به خلاقیت بوده و باعث برانگیختن و سیلان فکر می‌شود.
این اصطلاح نخستین بار به سال ۱۹۶۷ توسط ادوارد دوبونو مطرح شد. او به عنوان مثالی برای این نوع استدلال غیر مستقیم، از ماجرای قضاوت سلیمان نام برد، آنجا که سلیمان نزاع دو زن بر سر این که کدام مادر حقیقی کودک است را، به این صورت حل کرد که کودک به دو نیم شود و هر زن یک سهم بردارد، اما در حقیقت می‌خواست با مشاهدهٔ واکنش زنان در مقابل این حکم، قضاوت کند که کدام یک مادر حقیقی کودک است.